# Steven M. Rales
Steven M. Rales, född 31 mars 1951, är en amerikansk affärsman och filmproducent. Han har varit engagerad i det av honom delägda investmentbolaget Danaher Corporation sedan 1983. 
Steven M. Rales är en av fyra söner till affärsmannen Norman Rales och Ruth Rales och växte upp i Bethesda, Maryland. Han är äldre bror till Mitchell Rales. Han utbildade sig på DePauw University i Indiana med en kandidatexamen 1973 samt i juridik på American University i Washington D.C. med en doktorsexamen 1978. Han grundade 1979 Equity Group Holdings tillsammans med sin bror Mitchell Rales. De utfärdade junk bonds och köpte ett antal företag. Bolaget namnändrades till Danaher Corporation 1984.
I maj 2008 börsintroducerades Colfax Corporation, en industripumptillverkare baserad i Richmond i Virginia, vilket startats av bröderna Rales investmentbolag 1995.
Steven M. Rales äger filmproduktionsbolaget Indian Paintbrush, vilket bland annat producerat The Darjeeling Limited (2007). Det har också varit delproducent av Moonrise Kingdom (2012), Seeking a Friend for the End of the World (2012) och The Grand Budapest Hotel (2014).
Han var i sitt första äktenskap gift 1983–2003 med Christine Plank. Han gifte om sig 2012 med Lalage Damerell.

## Filmografi (i urval)
- 2007 – The Darjeeling Limited (exekutiv producent)
- 2009 – Den fantastiska räven
- 2012 – Moonrise Kingdom
- 2012 – Seeking a Friend for the End of the World
- 2013 – Stoker (exekutiv producent)
- 2014 – The Grand Budapest Hotel
- 2015 – Me and Earl and the Dying Girl
- 2018 – Isle of Dogs
- 2021 – The French Dispatch
- 2023 – Asteroid City